# 1-447 (серія будинків)
I-447 — серія житлових будинків в СРСР, розроблена в 1956–1957 роках інститутом «Гипроград». Є загальносоюзною серією «хрущовок» та «брежневок». Хрущовки цієї серії будувалися на всій території Радянського Союзу з 1957 року до початку 1970-х років, а модифікації — до 1980-х років. «Хрущовки» серії I-447 впізнавані по зовнішніх стінах найчастіше з необлицьованої цегли, двом рядам двостулкових вікон у торцевих сторонах (зазвичай без балконів) та прямокутному корпусу без кутових секцій та виступів.

## Опис

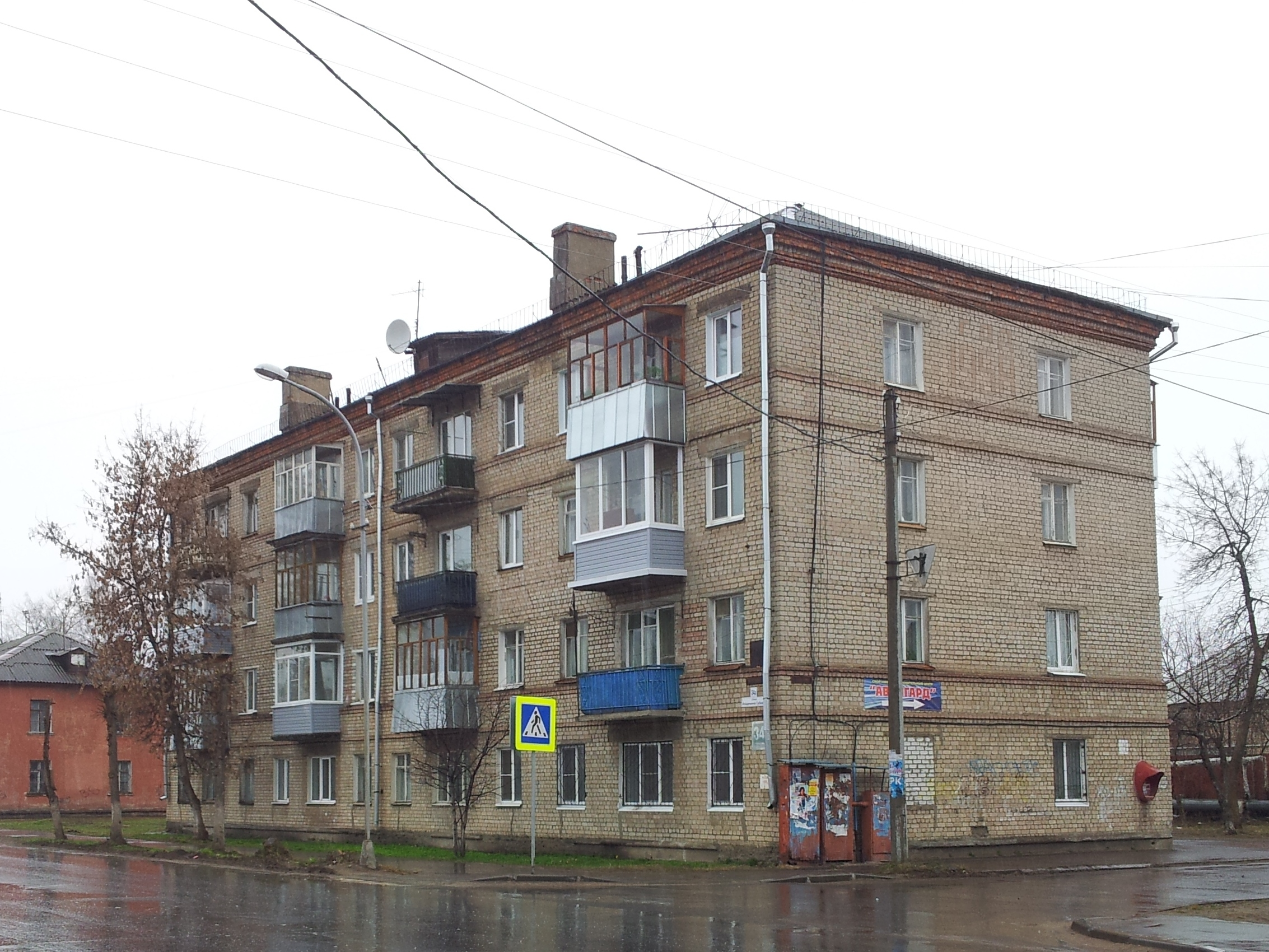
Цегляна хрущовка серії I-447 в Рибінську. Чотириповерховий варіант

### Конструкція
Зазвичай під'їзди 3, 4, 6, рідше 1, 2, 5.
Матеріал стін — цегла, найчастіше біла силікатна, існують будинки з червоної цегли. Товщина зовнішніх стін — від 51 до 64 см (2-2,5 цегли), залежно від кліматичної зони. Здебільшого нетиньковані. Деякі будинки пофарбовані або застосовано поєднання червоної та білої цегли для декору. Несучі стіни — поздовжні зовнішні та внутрішня центральна, поперечні міжквартирні та стіни сходових клітин. Перегородки гіпсобетонні, товщина — 80 мм; перекриття — багатопустотні залізобетонні плити завтовшки 220 мм. Дах у більшості будинків чотирисхилий, покритий азбоцементним шифером або покрівельним залізом. Водостоки — зовнішні водостічні труби. Існують також будинки з плоским дахом із бітумним покриттям. Висота стель у ранніх модифікаціях 2,70-2,80 м, у пізніших версіях 2,48 м. Перший поверх, як правило, житловий, але є варіанти з приміщеннями для магазинів. Балкони є на всіх поверхах, крім першого. Однак існують будинки без балконів у кутових квартирах або взагалі без балконів (як правило, у 4- та 6-секційних будинках (модифікації 1-447С-3, 5, 9, 10, 12, 29, 30, 31, 32) відсутні балкони в 1-кімнатних квартирах, як кутових (1-а і 4-та або 6-а секції), так і на стику секцій — 2-й та 3-й і, якщо є, 4-й та 5-й).

### Комунікації
Опалення — центральне водяне, холодне водопостачання — централізоване, каналізація — централізована. Гаряче водопостачання — централізоване або локальне: газові колонки. При локальному гарячому водопостачанні в конструкції будинку передбачені димарі, прокладені в поперечних міжквартирних стінах та стінах сходових кліток. Вентиляція — природна на кухні та в санвузлі. Квартири оснащені ванною та газовою кухонною плитою. У районах без газопостачання встановлювалися дров'яні кухонні плити або електричні (за наявності потужних електромереж).
Ліфт та сміттєпровід відсутні.

### Квартири
У будинках присутні одно-, дво- та трикімнатні квартири. На сходовому майданчику розташовано 4 квартири. У торцевих секціях набір квартир 3-1-2-1 або 1-2-2-2, рядових 3-2-1-3 або 2-3-2-2. Однак у багатьох будинках використано укорочені рядові секції, які за плануванням збігаються з торцевими. Зустрічаються модифікації з чотирикімнатними квартирами.
| Кількість кімнат | Загальна площа, м² | Житлова площа, м² | Площа кухні, м² |
| ---------------- | ------------------ | ----------------- | --------------- |
| 1                | 28-32              | 15-20             | 5-5.6           |
| 2                | 40-45              | 28-34             | 6               |
| 3                | 41-63              | 29-50             | 6               |

Кімнати у 2-кімнатних квартирах суміжні (існують рідкісні варіанти покращеного планування, де 2 ізольовані кімнати), у 3-кімнатних дві суміжні та одна ізольована, але бувають квартири, де
у 3-кімнатних квартирах всі суміжні кімнати, як правило, у таких квартирах найменша площа двох кімнат. Прохідною є найбільша кімната (вітальня) Санвузол суміщений у всіх квартирах.

### Переваги і недоліки
Переваги:
1. Завдяки стінам з цегли будинку серії 1-447 перевершують тепло- і шумоізоляцію не тільки панельні хрущовки, але і пізніші панельні будинки радянської споруди. Перекриття з товстих багатопустотних плит також забезпечують кращу звукоізоляцію, порівняно з суцільними плитами панельних будинків.
2. Відсутність несучих стін усередині квартири, широкі можливості щодо перепланування.
3. Багатосхила покрівля має більш тривалий термін служби (30-50 років), ніж плоска м'яка в панельних хрущовках і пізніших будинках (10-15 років). Наявність горища та покриття світловідбиваючими матеріалами (світлий шифер, оцинкований метал) не дозволяють даху перегріватися влітку, тому на останніх поверхах будинків відносно прохолодно.
4. Порівняно з іншими серіями хрущовок — практично скрізь присутні балкони.
5. Наявність досить великих комор.
6. Житлові будинки серії 1-447, як правило, знаходяться в районах «середнього поясу» міст з добре розвиненою інфраструктурою та транспортною доступністю.
7. Термін служби будинків серії 1-447 значно перевищує термін служби панельних будинків (включно з хрущовськими) і становить не менше 100 років.

Недоліки:
1. Суміжні кімнати у дво- та трикімнатних квартирах.
2. Тісний передпокій.
3. Поєднаний санвузол (не у всіх квартирах). При цьому у санвузлі можна розмістити пральну машину малої глибини.
4. Як і у всіх хрущовок — малий розмір кухні.
5. Дуже маленькі сходові майданчики навіть у порівнянні з деякими серіями хрущовок.
6. Більшість квартир виходять на одну мторону.
7. Дефіцит трикімнатних квартир. У багатьох будинках серії використано укорочені рядові секції, у яких відсутні трикімнатні квартири.

## Модифікації
На основі серії будинків 1-447 виникло кілька десятків модифікацій — від серій 1-447С-1 до 1-447С-54. Зміни торкнулися насамперед поверховості, оснащення ліфтами та оновлення зовнішніх стін.

### 5 поверхів

#### 1-447С-38
6-секційний на 100 квартир, 32 кроки, розміри в осях 96,4×12 м

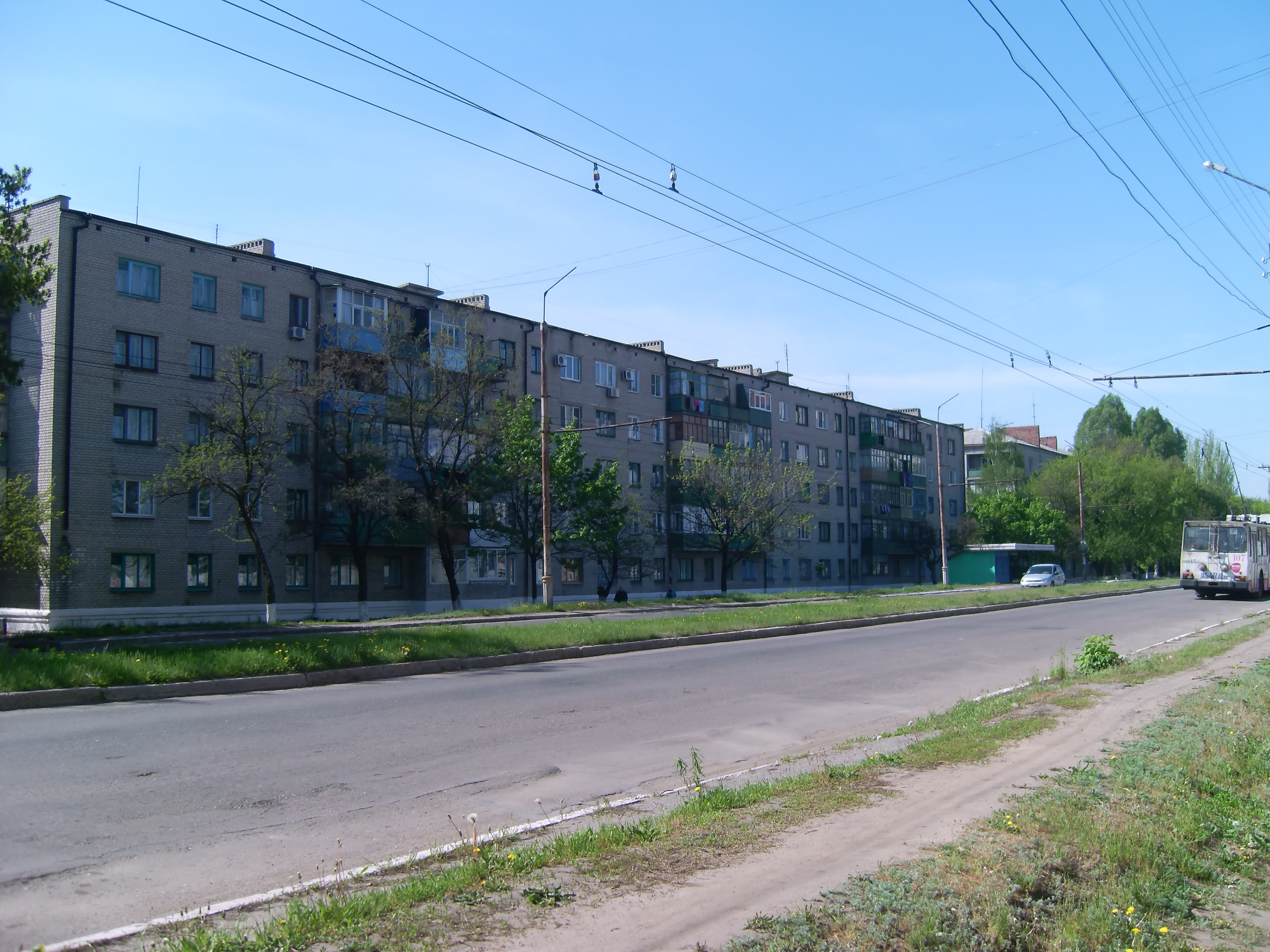
Слов'янськ, вул. Вокзальна, 57

#### 1-447С-39
8-секційний на 129 квартир, 44 кроки, розміри в осях 129,6×12 м

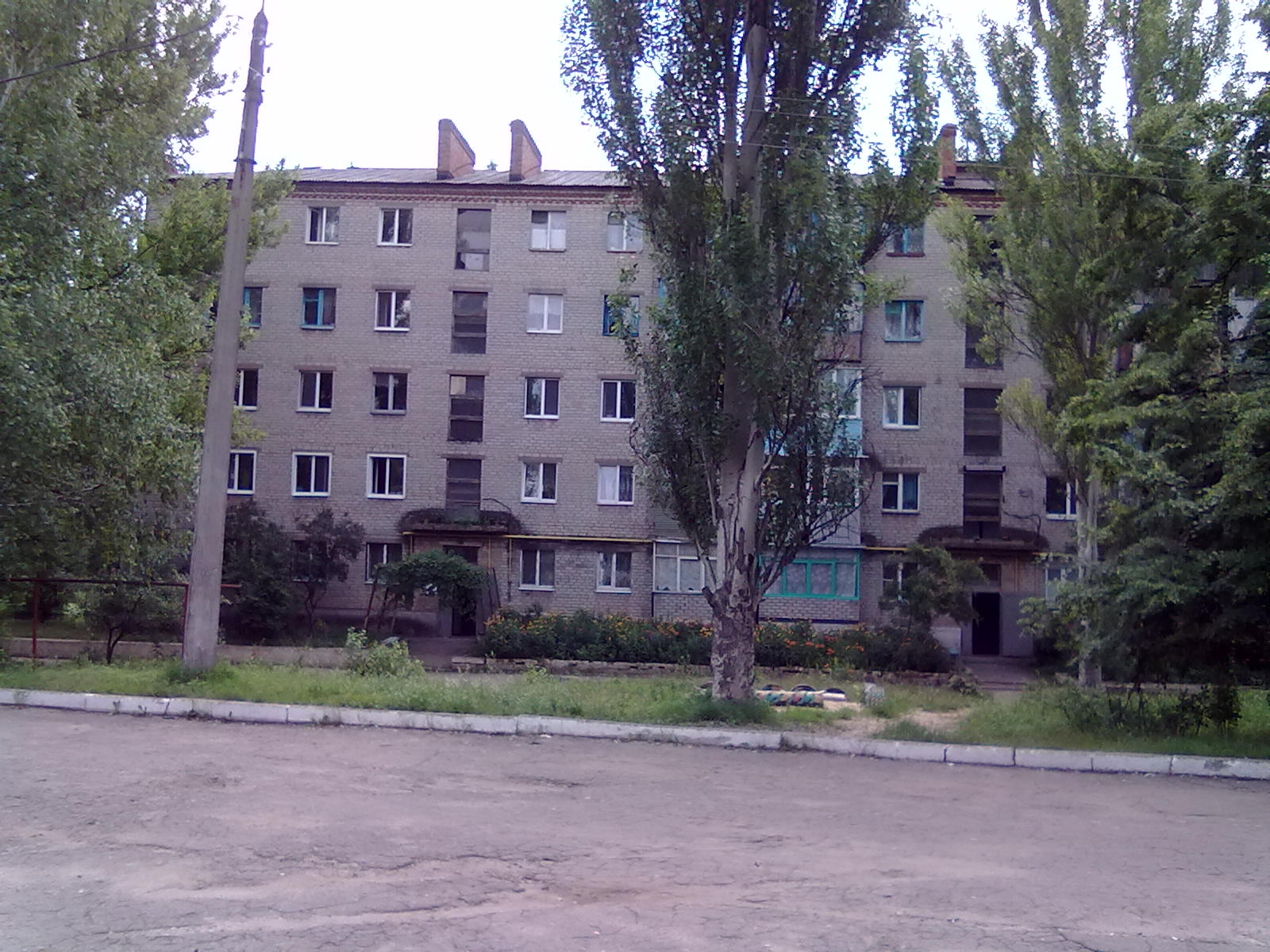
Слов'янськ, вул. Бульварна, 4

#### 1-447С-40
4-секційний на 70 квартир, 22 кроки, розміри в осях 67,2×12 м

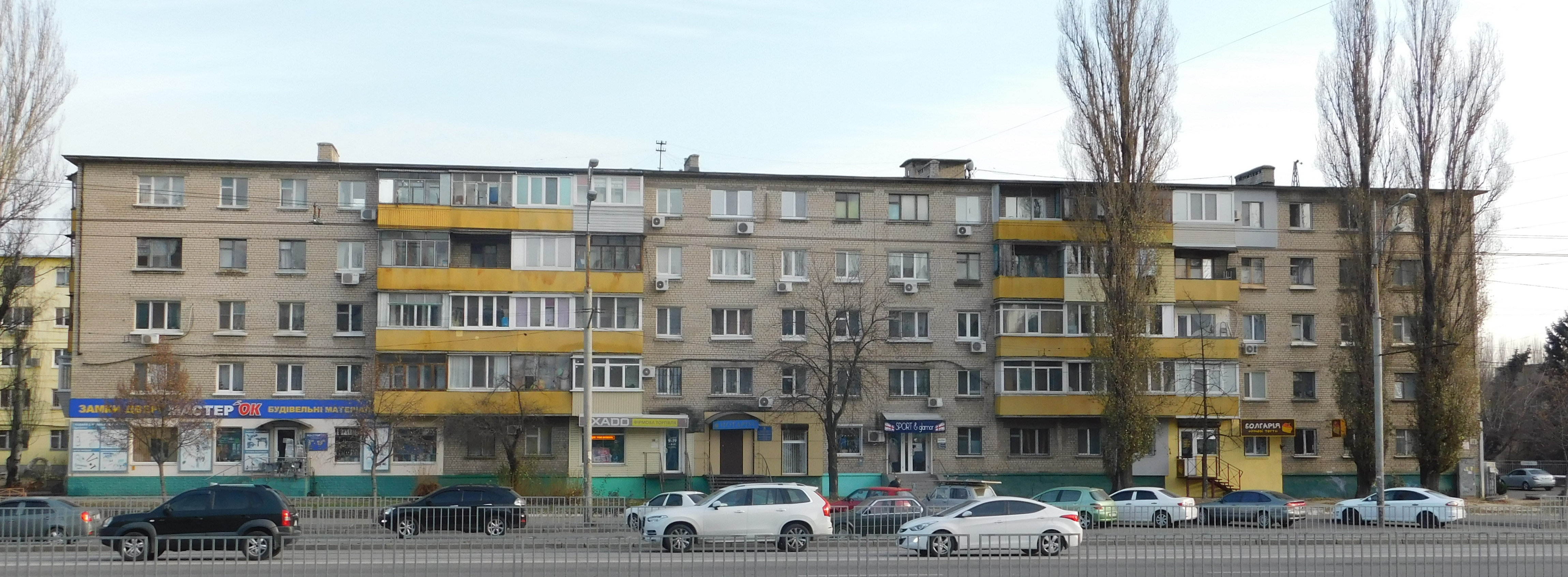
м. Дніпро, просп. Слобожанський, 10
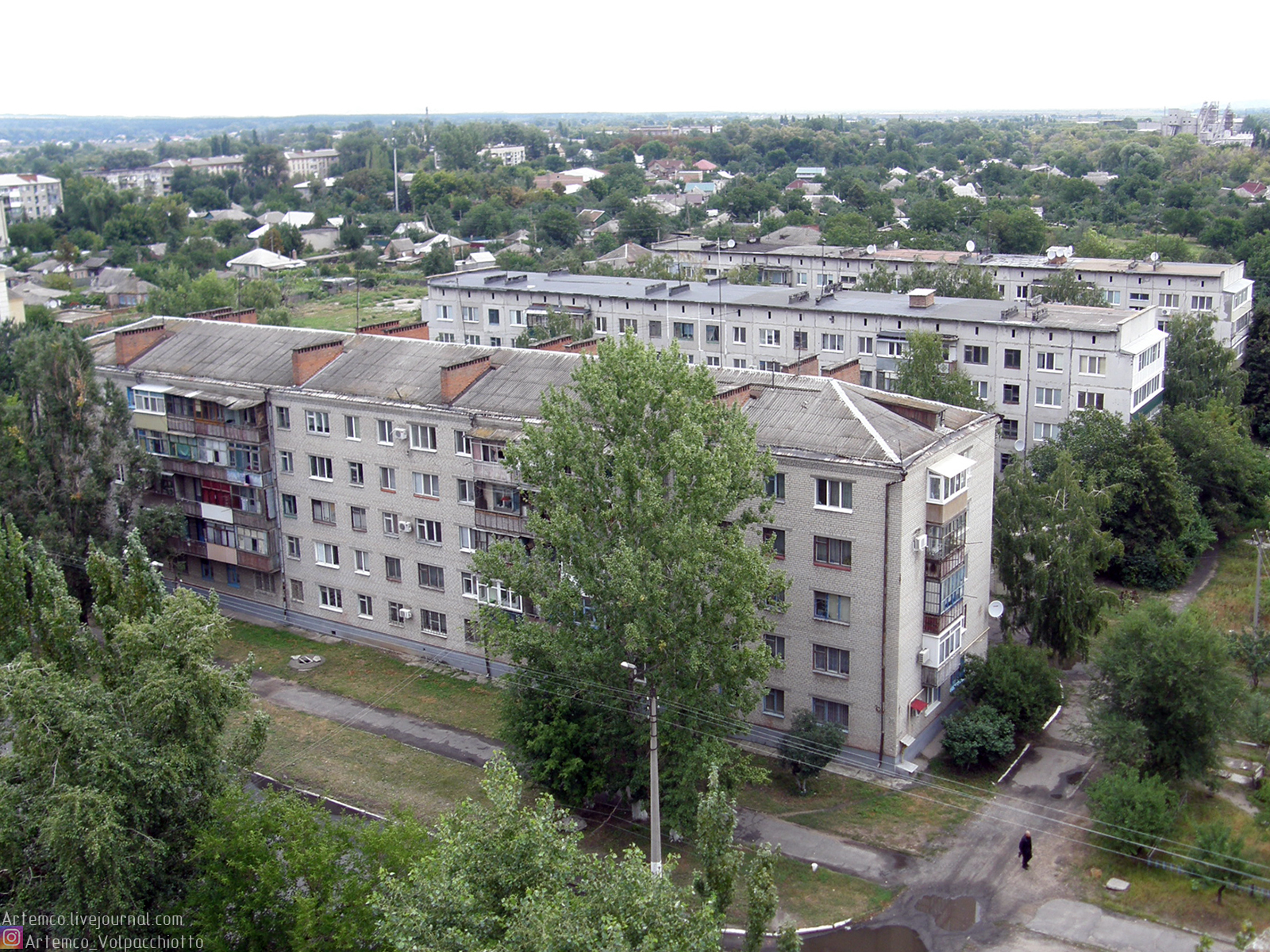
Слов'янськ, вул. Торська, 57

### 9 поверхів

#### 1Р-447С-25
1-секційний будинок на 54 помешкання. Проєкт розроблений у ЦНДІЕП Житла в 1963.
Симетричний плян з розмірами в осях 27,2×14,4 м. Кроки по довгій фасаді 6,15 + 6,15 + 2,6 + 6,15 + 6,15 м, довгі кроки діляться на 2,65 і 3,5 м. Товщина зовнішніх стін 51 см. Головна фасада симетрична, по краях балькони, посередині 5 кроків вікон виділені ризалітом вилітом 2,8 м від несної стіни, 3 середні вікна двостворчаті, крайні тристворчаті. За Завдяки виразній фасаді та поверховості, більшої за поширені в ті часі рядові п'ятиповерхівки, використовувався як висотна домінанта. Задня фасада симетрична шириною 9 вікон, 4-й і 6-й кроки з бальконами, посередині вікно сходів. Бічні фасади несиметричні, мають по два вікна на поверсі, можливі балькони. Загальна корисна площа 2331,6 м², житлова 1535,3. Висота поверху 2,8 м, загальна висота 29,2 м разом із ліфтовою надбудовою, 28,4 без.
На поверсі 6 помешкань: 3 однокімнатних (житлова площа 14,2—19,6 м², загальна 28,4–33), 1 двокімнатне (28,9/43,9) і 2 трикімнатних (44,3/60,4). Площі кімнат 8,6—20,9 м², площі кухонь 5,7—7, туалету 1, ванни 2, спільного санвузла в однокімнатних – 3.

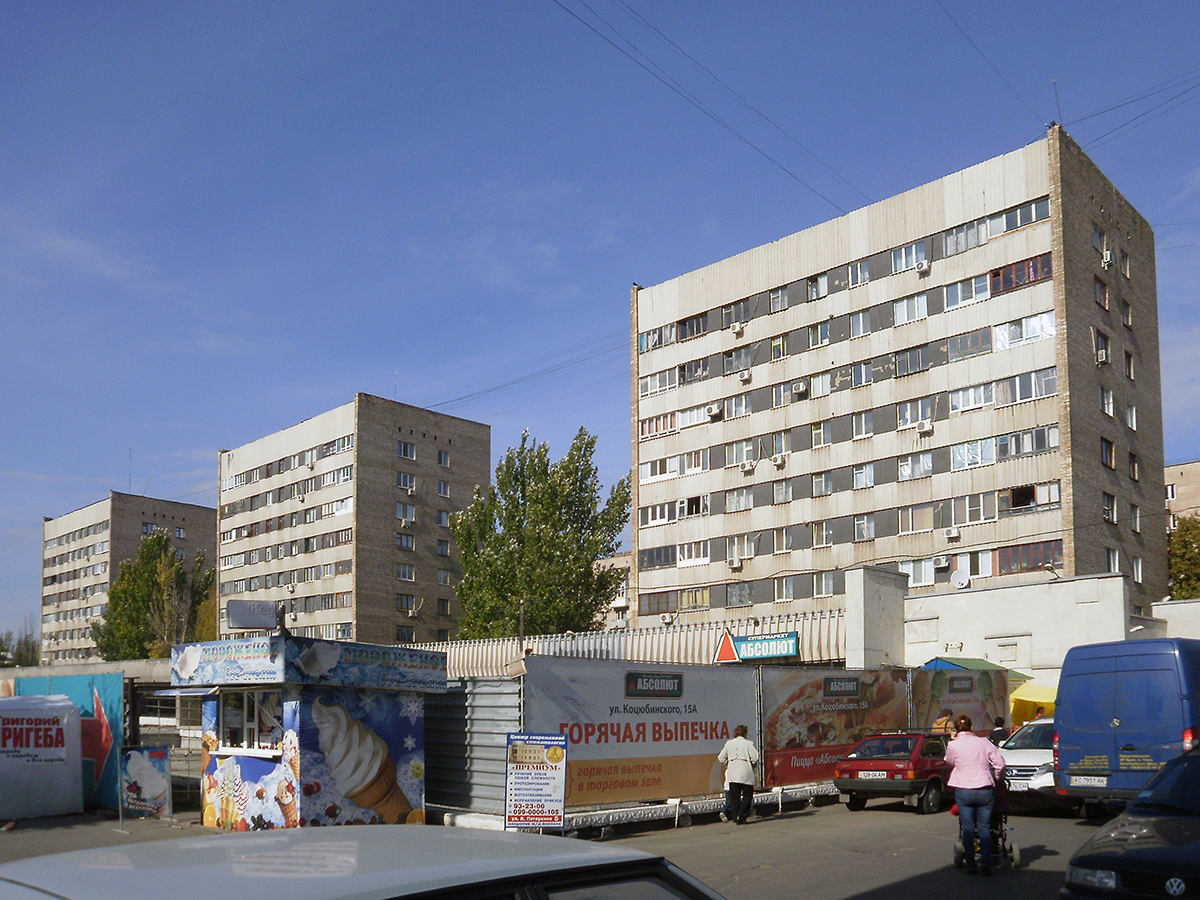
Луганськ, вул. Коцюбинського, 19, 17, 15
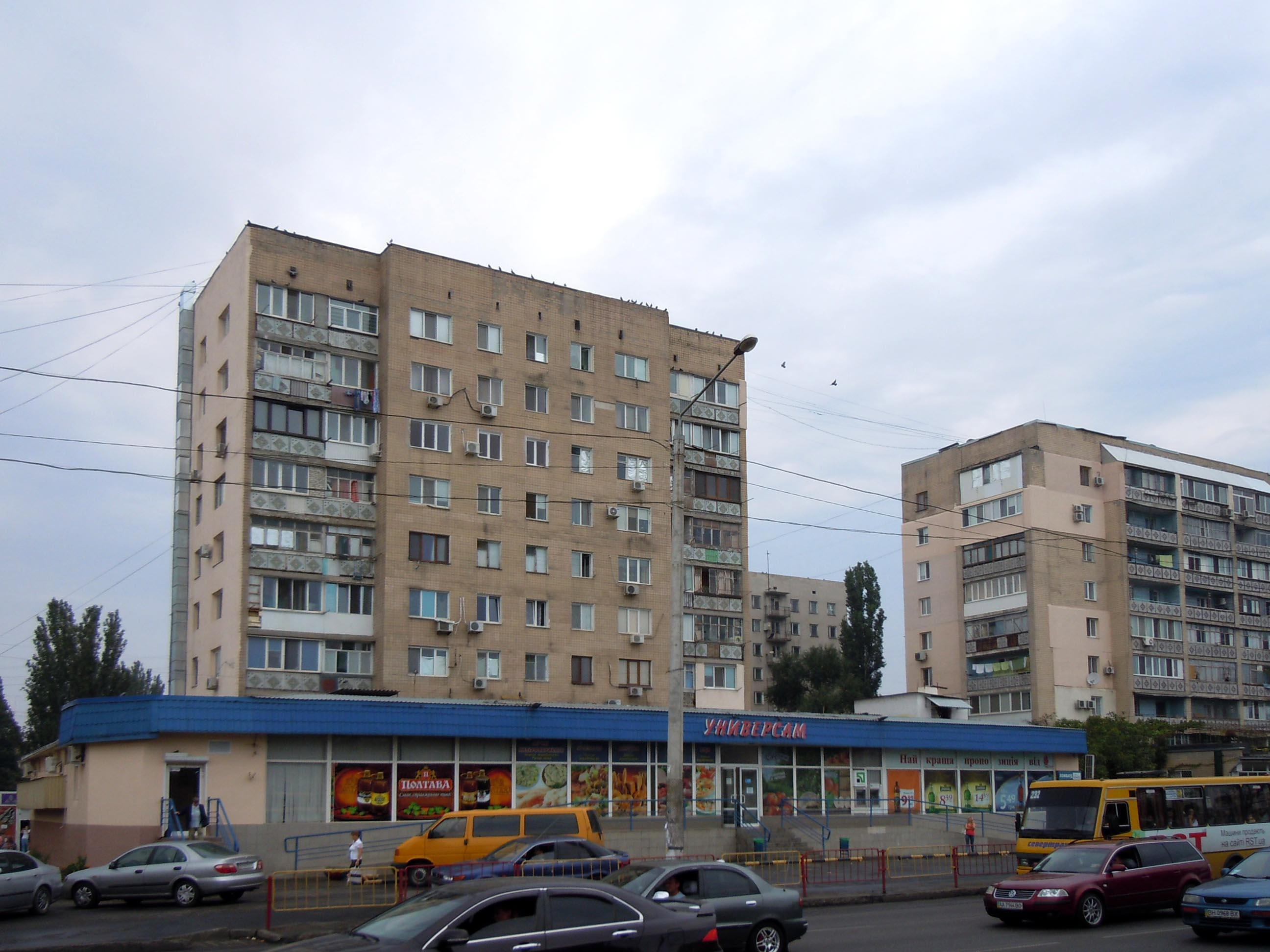
Одеса, Лузанівка, Миколаївська дорога, 299 — варіянт 1Р-447С-25М на 48 помешкань із крамницею на першому поверсі

#### 1Р-447-26[8][9]
1-секційний будинок на 54 помешкання, розміри прямокутного пляну 20,3×19 м, в осях 19,6×18,25. На поверсі 6 квартир: 2 однокімнатних, 3 двокімнатних, 1 трикімнатна. Пізнаваною рисою проєкту є симетричні фасади: 5 вікон шириною з парою симетричних бальконів і шириною 6 кроків, крайні з яких глухі стіни, а 2 середніх — лоджія.

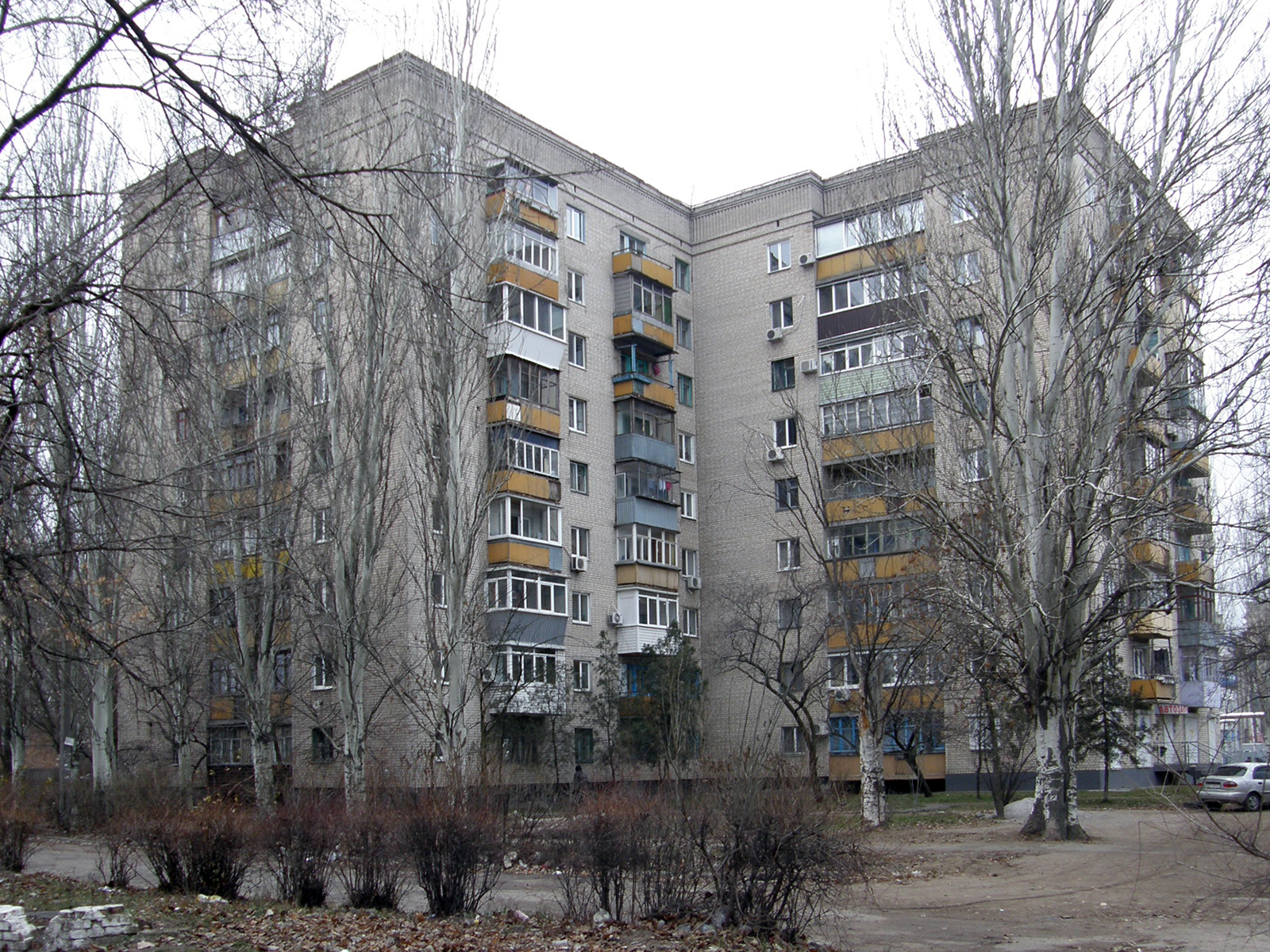
м. Дніпро, вул. Калинова, 39 і 37
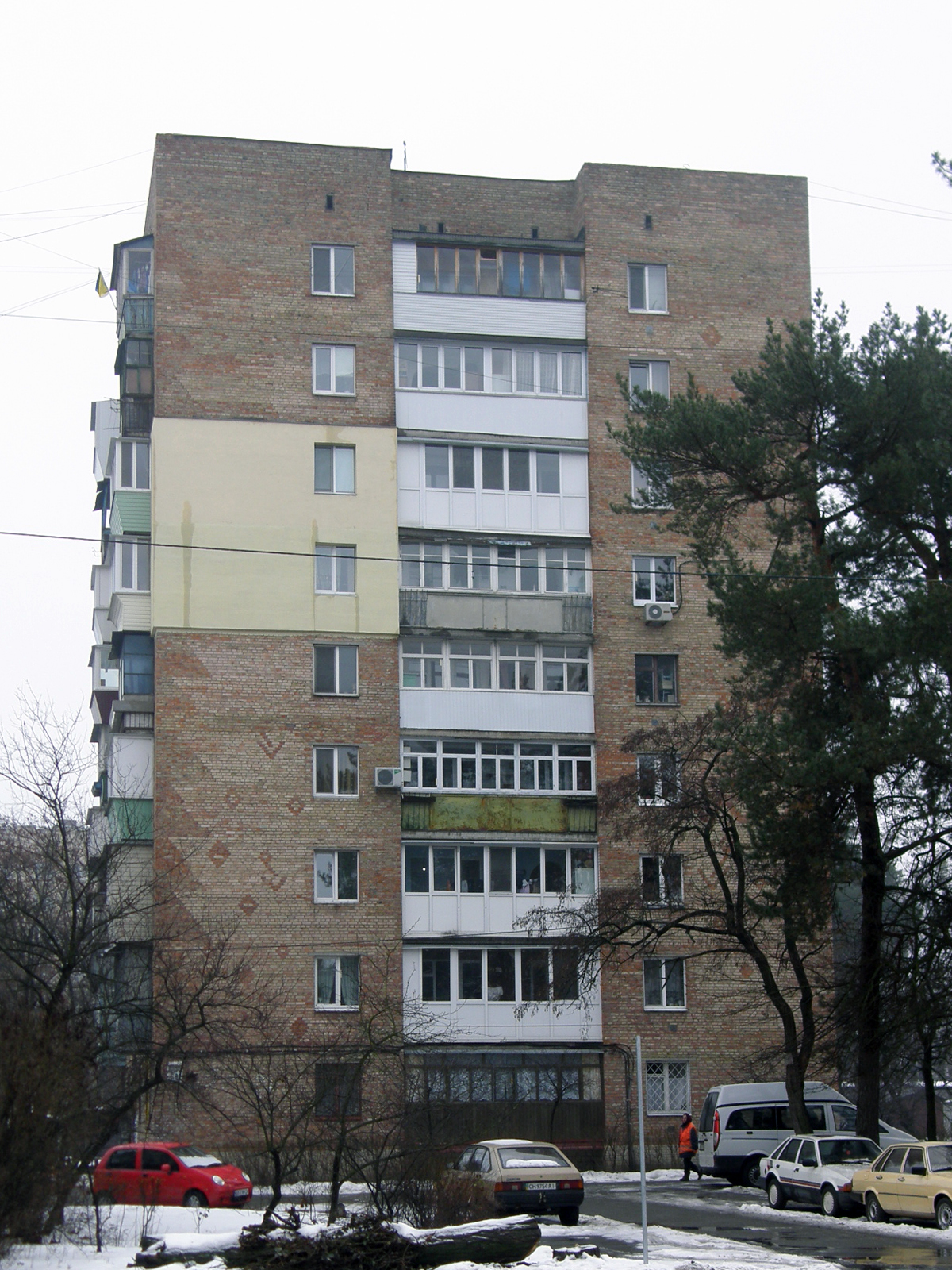
Київ, ДВРЗ, вул. Алматинська, 68а, 1971 р.

#### 1-447С-41
Розроблений у ЦНДІЕП Житла в 1966. Розміри пляну в осях 20,4×14,6 м. Плян симетричний. Ліфт у протилежному від сходів кінці коридору. Усього 36 помешкань по 4 на поверх: 3 трикімнатних і 1 чотирикімнатне. 
Короткі фасади симетричні по 5 кроків шириною: з боку під'їзду посередині вікно сходів, навколо по одному вікну помешкань, по краях глухі стіни; з иншого посередині вікно, по краях лоджії на 2 вікна. Довгі фасади несиметричні, скраю глуха стіна на 1 крок, 5 кроків вікон зміщені до під'їзду, 3 середні з них згруповані в лоджію.
Проєкт із першим нежитловим поверхом називається 1-447С-51. Має 35 помешкань: 2 двокімнатних, 25 трикімнатних і 8 чотирикімнатних.

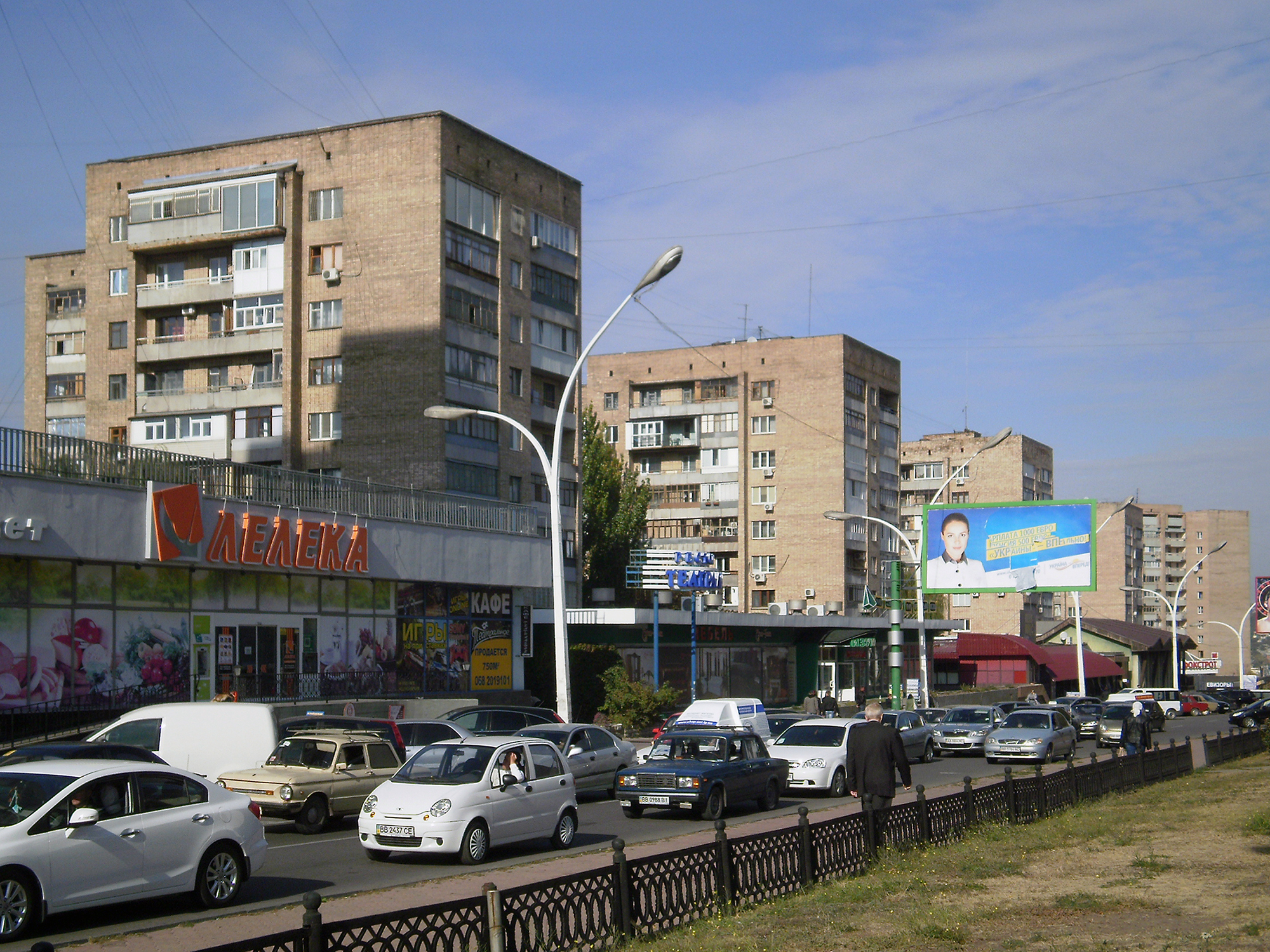
Луганськ, вул. Тiтова, 17, 13, 9 і 5
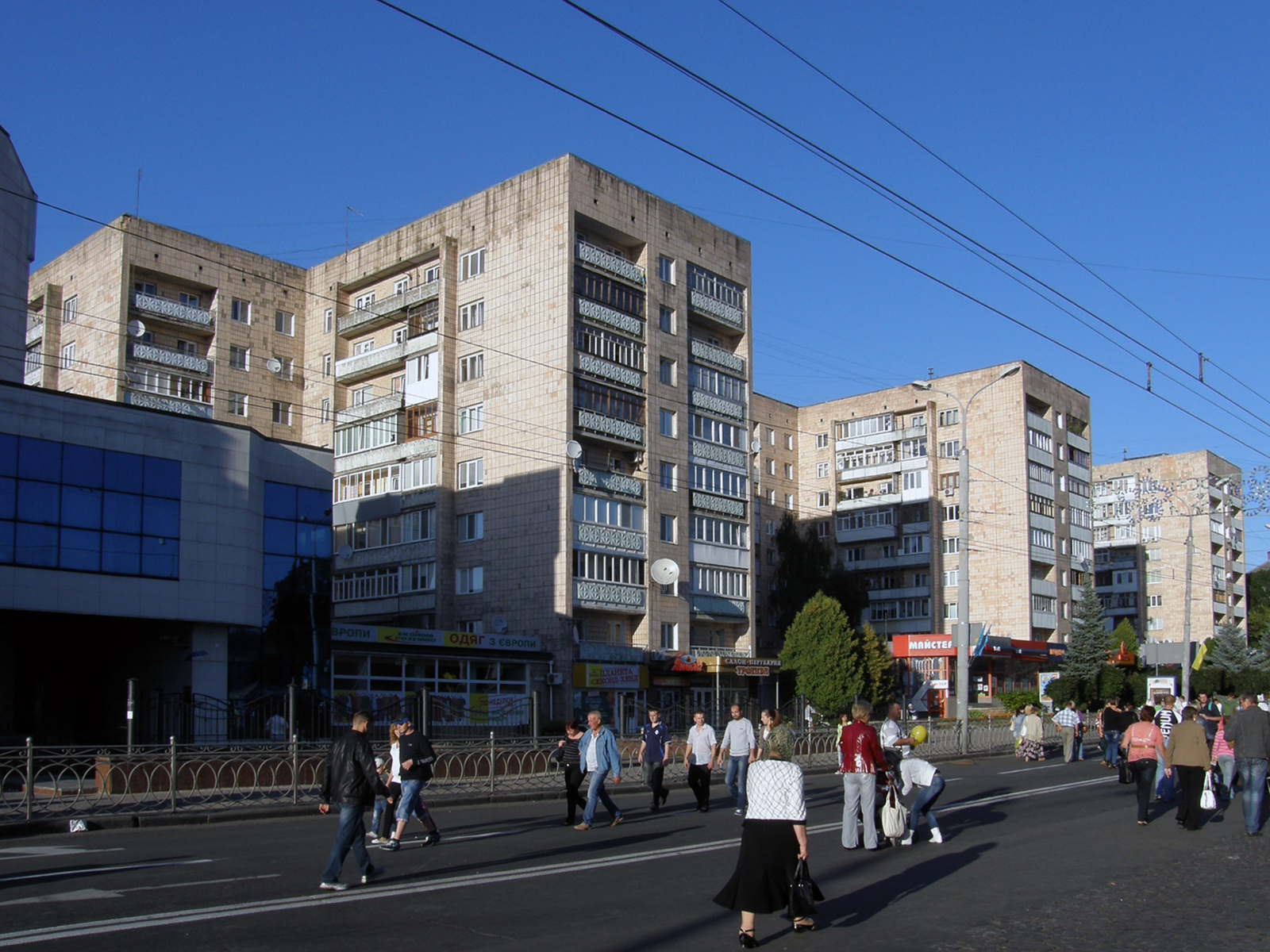
Рівне, вул. Соборна, 38, 36 і 34
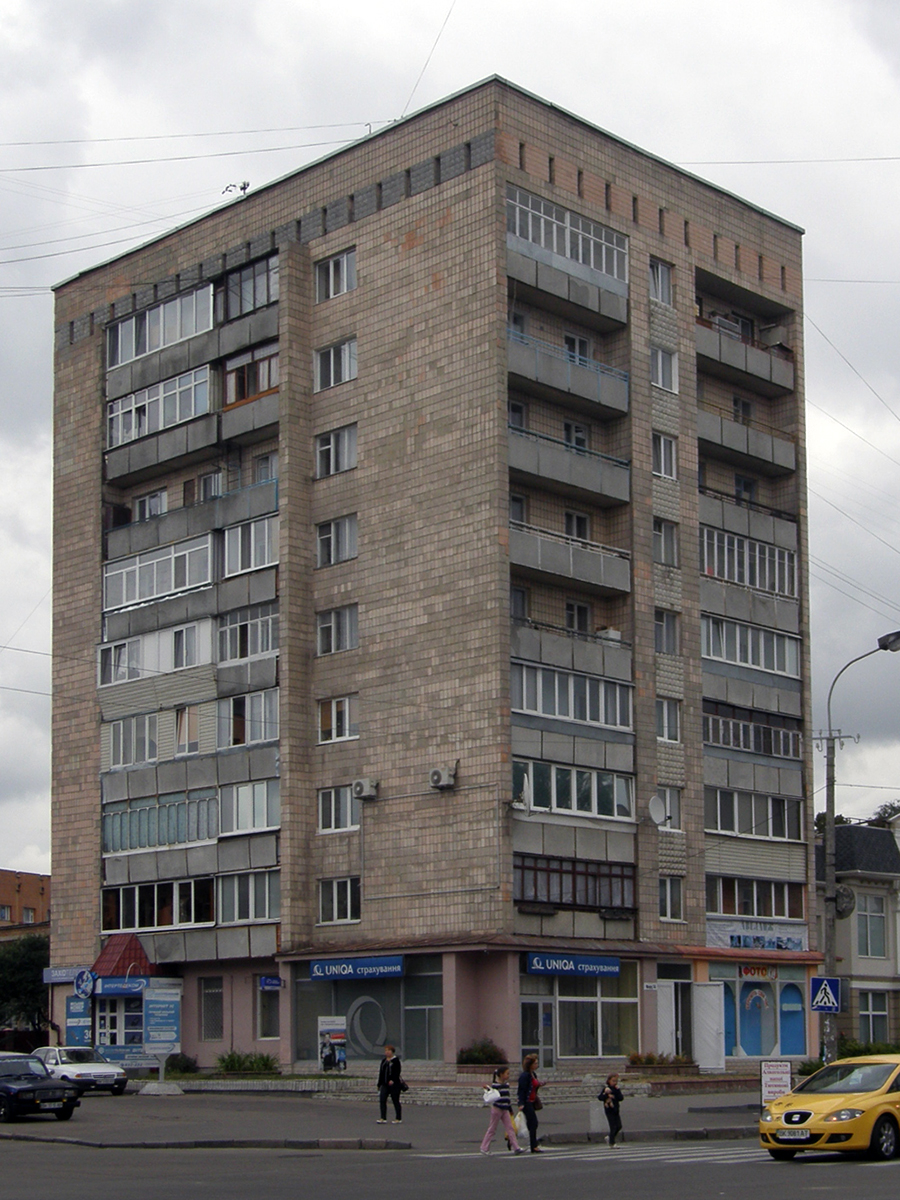
Рівне, просп. Миру, 14, архітектор прив'язки Р. Вайс

#### 1-447С-42

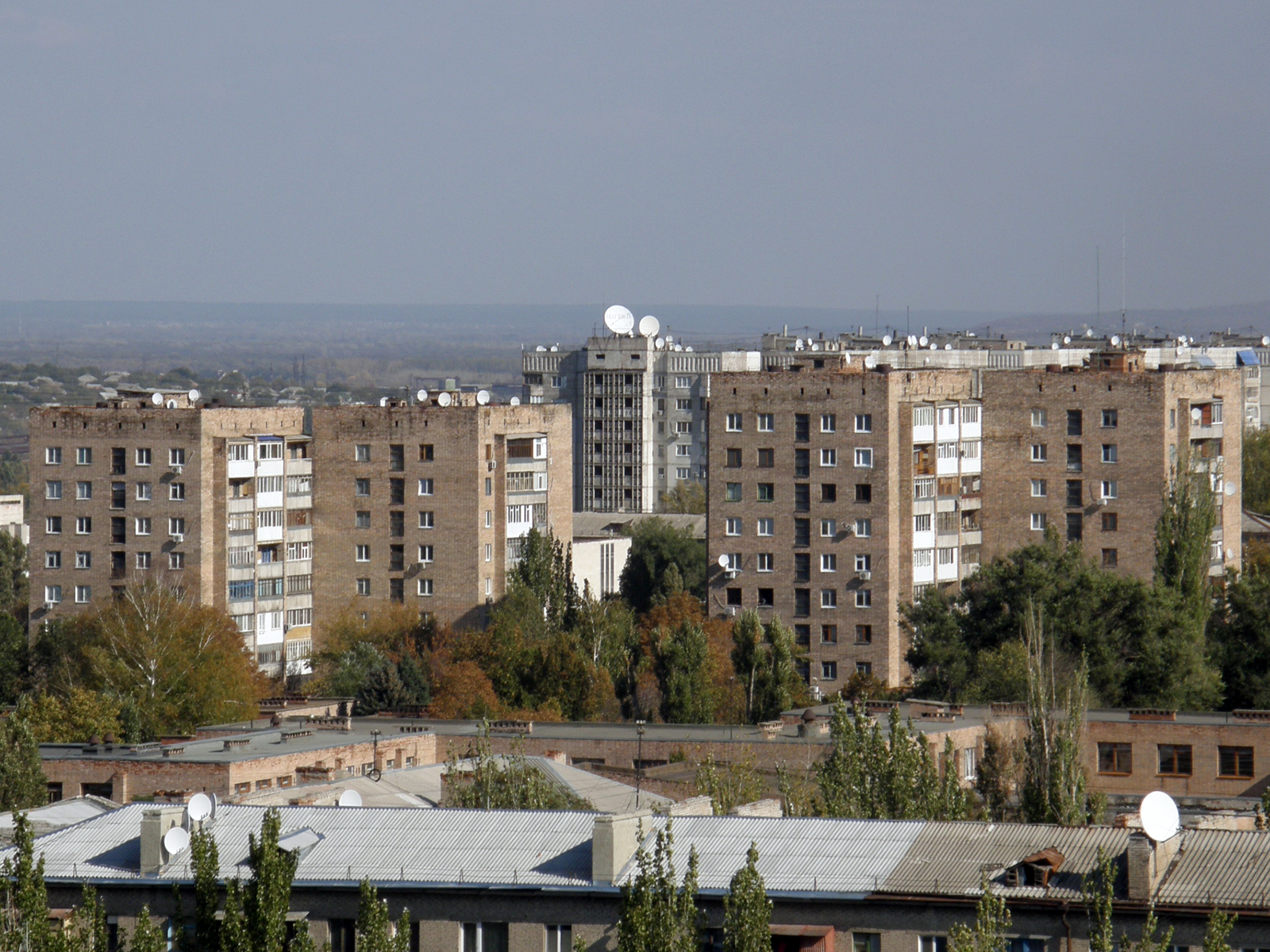
Луганськ, вул. Тiтова, 3, 5, 7 і 9 — 447С-42, ліворуч, спарені з 447С-41, праворуч

Розроблений у ЦНДІЕП Житла в 1966.
Розміри пляну в осях 20,4×14,6 м. Плян симетричний окрім розташування ліфта ліворуч при руху зі сходів в коридор. Усього 54 помешкань по 6 на поверх: 3 однокімнатних і 3 двокімнатних.

#### 1-447С-46
Будинок для малосімейних на 171 квартиру. Складається з двох нерівних зміщених об'ємів, під'їзд між ними.

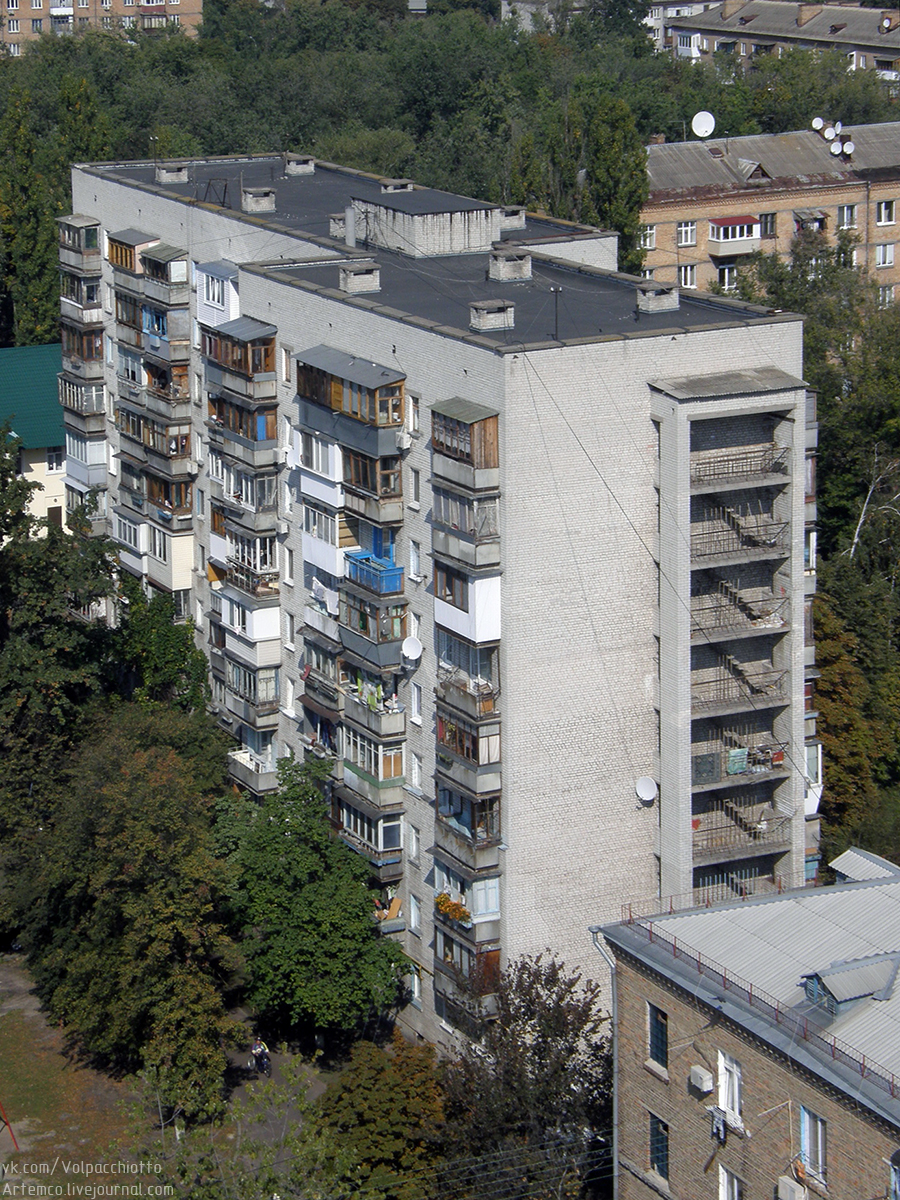
Київ, Нова Дарниця, вул. Литвинського, 31б
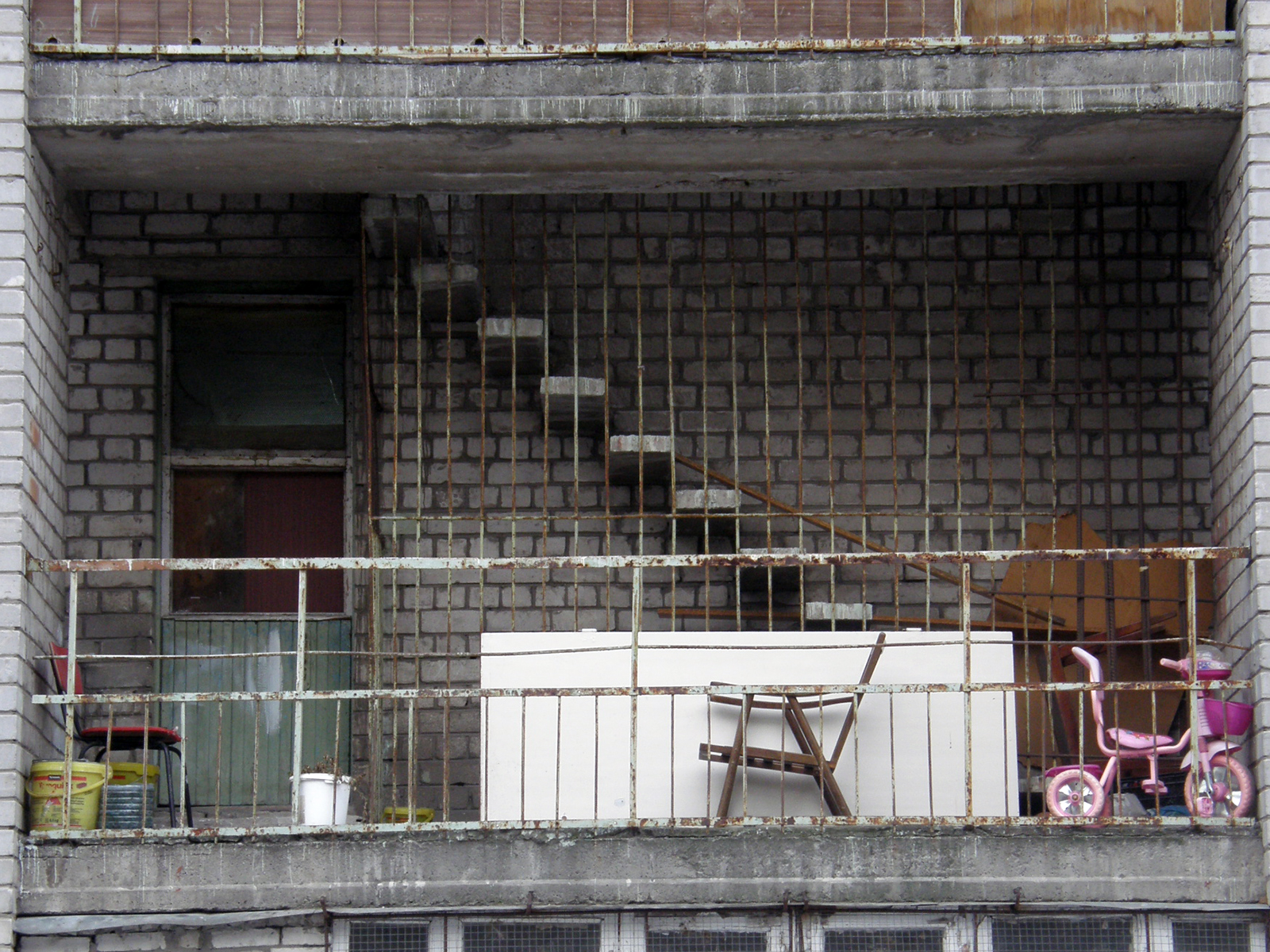
пожежні сходи (Київ, Нова Дарниця, вул. Новодарницька, 27а)

#### 1-447C-47

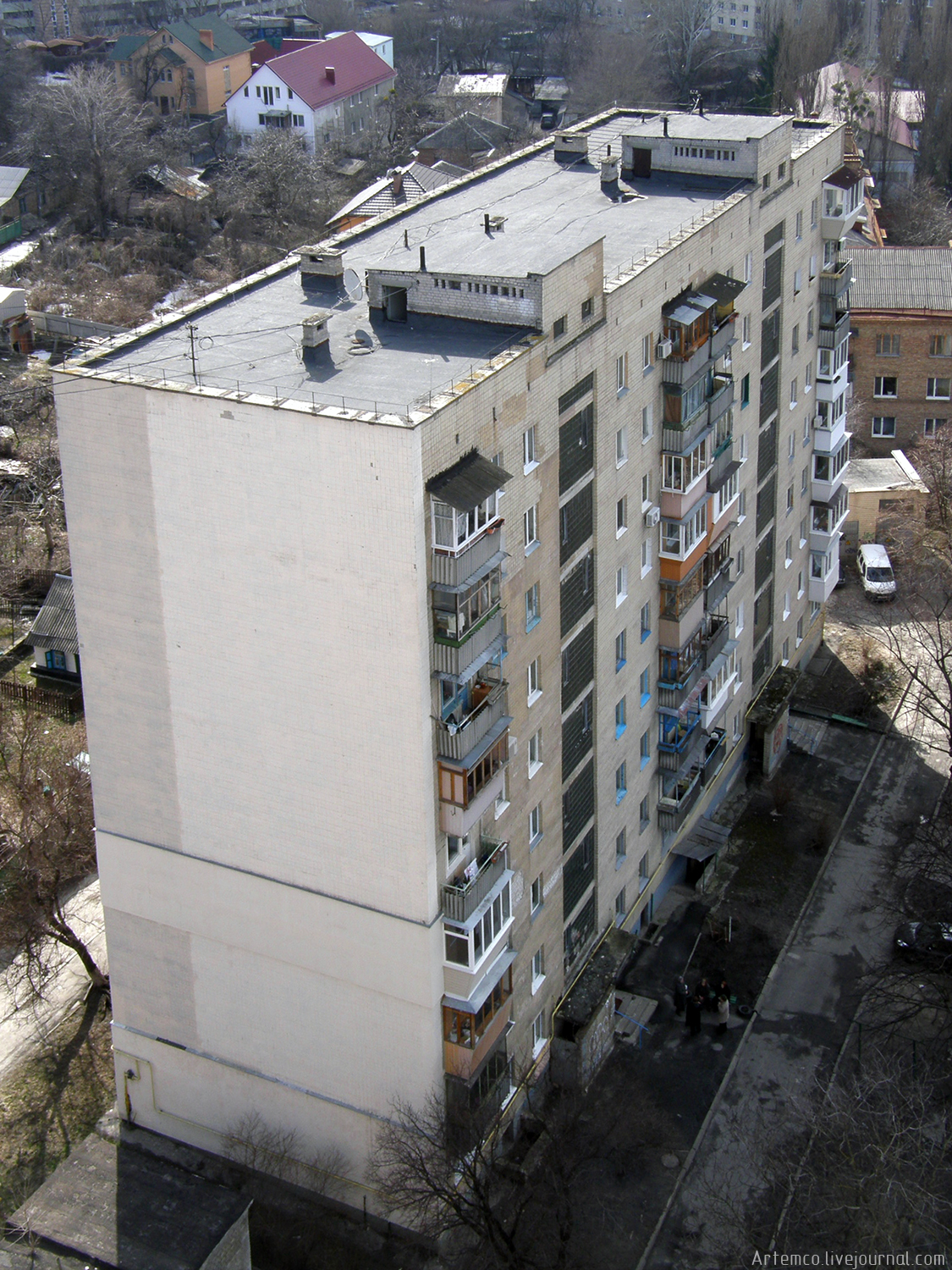
Київ, просп. Науки, 16а, 1974 р. — дві секції

Проєкт розроблено у ЦНДІЕП Житла в 1966 і затверджено у 1967. 4-секційний будинок на 144 помешкання: 1 однокімнатне (площа 17,8 м² житлова, 31,6 загальна), 71 двокімнатних (у середньому по 28,3/44,7), 72 трикімнатних (у середньому по 33,8/58,5). Розмір будинку 12×91,2 м. Прогін 6 м. Висота поверху 2,8 м, висота цоколю 1 м, загальна висота 29 м.

#### 1-447С-54
Гуртожиток, що складається з двох об'ємів з перепадом рівнів поверхів між ними, об'єднаних у дві секції. Проєкт розроблений у 1968, поширений в Росії, Україні, Білорусі, Естонії та Молдові.

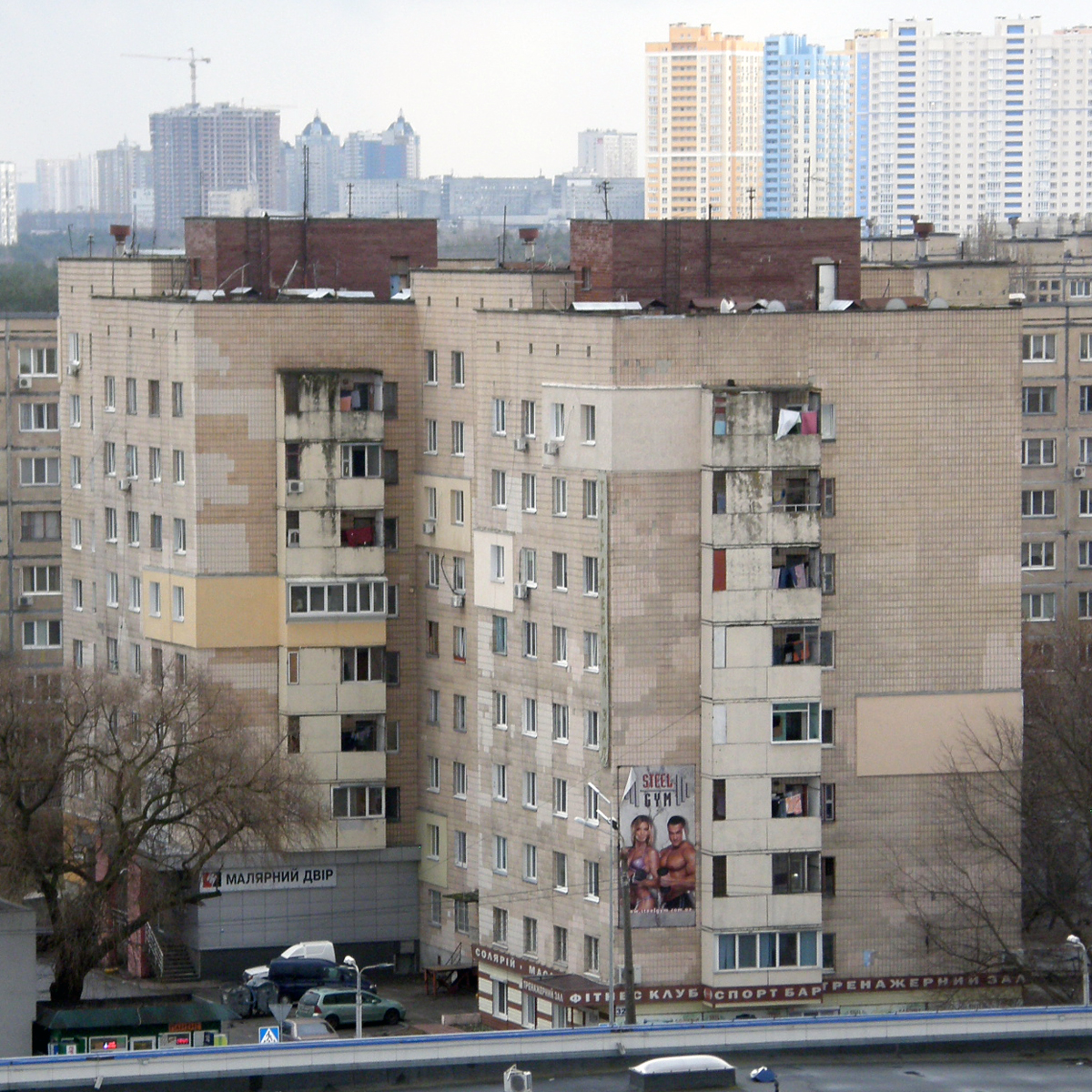
Київ, Воскресенка, вул. Стальського, 32 – 1982
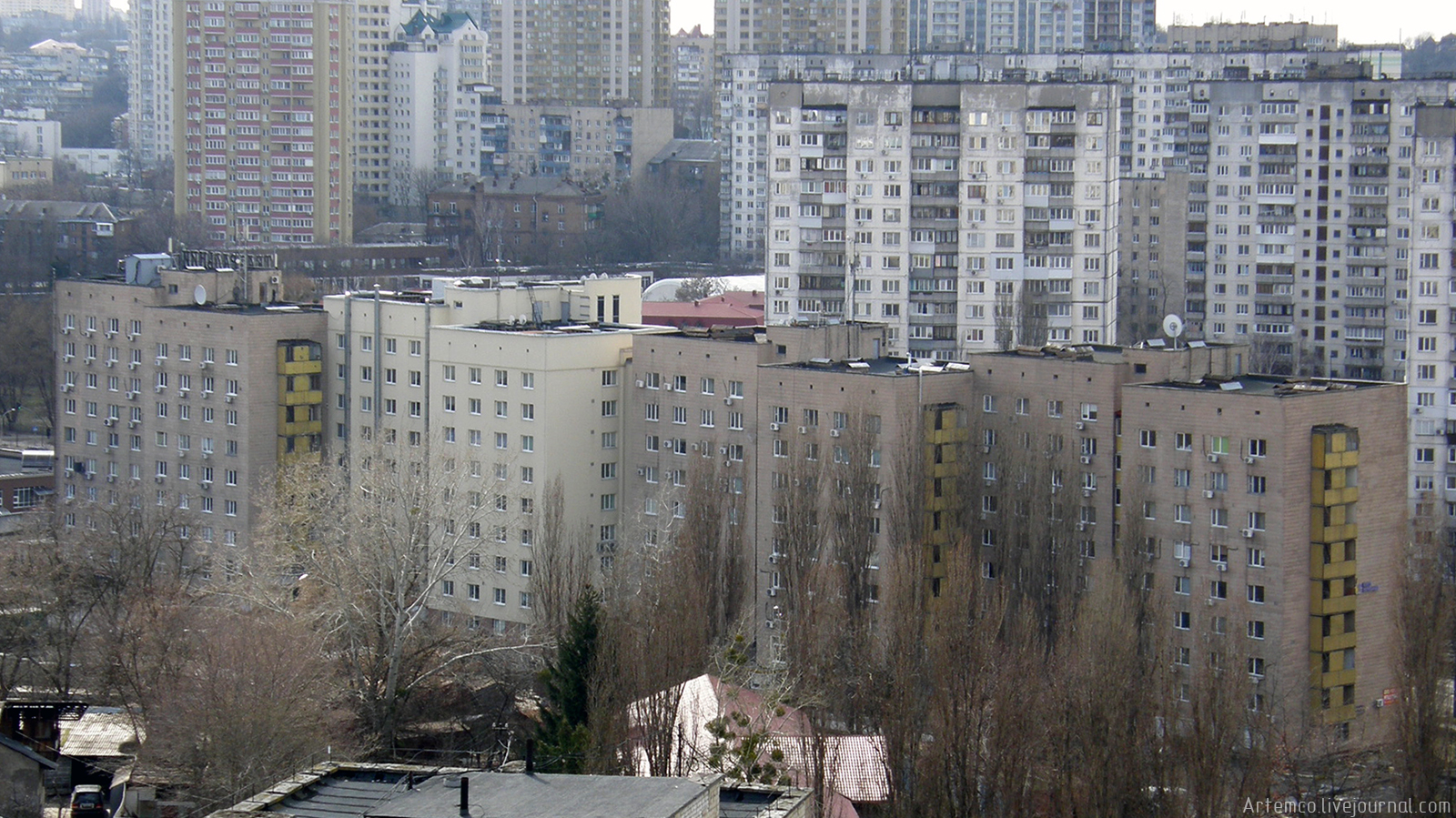
Київ, вул. Голосіївська, 7